# Michał Lesień
Michał Lesień-Głowacki (ur. 24 grudnia 1974 we Wrocławiu) – polski aktor teatralny, telewizyjny i filmowy, reżyser teatralny.

## Życiorys

### Wczesne lata
Urodził się we Wrocławiu. Jest synem aktora i reżysera Zbigniewa Lesienia. W 1991, gdy był w drugiej klasie liceum, wraz z rodziną przeprowadził się do Kalisza, gdzie jego ojciec został dyrektorem Teatru im. Wojciecha Bogusławskiego. Wspólnie z kolegami z klasy statystował przy kilku przedstawieniach kaliskiego teatru, w tym Nocna rozmowa z człowiekiem, którym się gardzi (1991) czy Czarownice z Salem (1992). W 1994 ukończył III Liceum Ogólnokształcące im. Mikołaja Kopernika w Kaliszu. W 1998 został absolwentem Państwowej Wyższej Szkoły Filmowej, Telewizyjnej i Teatralnej im. Leona Schillera w Łodzi.

### Kariera
Na drugim roku studiów zadebiutował jako aktor, grając główną rolę Różyłły w Kronikach domowych (1997) Leszka Wosiewicza. Zagrał także podrywacza w dramacie psychologicznym Radosława Piwowarskiego Ciemna strona Wenus (1997) u boku Jana Englerta. W tym okresie zadebiutował również na scenie Teatru Powszechnego w Łodzi w roli Szalimowa w sztuce Maksima Gorkiego Letnicy w reżyserii Jacka Orłowskiego. W 1998 zagrał tytułową rolę w Kordianie Słowackiego w Teatrze Współczesnym im. Edmunda Wiercińskiego we Wrocławiu oraz wystąpił jako Merkucjo w Romeo i Julii Szekspira (1998) w reż. Bartłomieja Wyszomirskiego w Teatrze im. Wojciecha Bogusławskiego w Kaliszu. W latach 1999–2005 był aktorem Teatru Polskiego w Warszawie, w którym zagrał kochanka w spektaklu Aktor Minetti Thomasa Bernharda (1999) w reż. Gilles'a Renarda u boku Ignacego Gogolewskiego i Hanny Stankówny. Następnie zagrał nonszalanckiego Irka w dramacie Waldemara Krzystka Nie ma zmiłuj (2000).

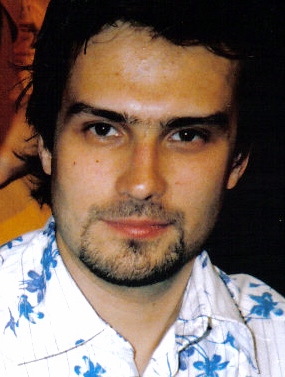
Lesień (2007)

Ogólnopolską rozpoznawalność zyskał dzięki roli Jacka Przypadka, beztroskiego absolwenta Studium Gastronomicznego i szefa kuchni w sitcomie Lokatorzy (1999–2005). Kontynuował też pracę w Teatrze Polskim we Wrocławiu, tworząc szereg ról w przedstawieniach w reż. Jarosława Kiliana: Zbyszko Szapurskiego w Zielonej Gęsi Gałczyńskiego (2000), widmo i zbira w sztuce Don Juan, czyli Kamienny gość Moliera (2001), marynarza w Przygodach Sindbada Żeglarza Bolesława Leśmiana (2002), Trinkulo w szekspirowskiej Burzy (2003), Demetriusza w szekspirowskim Śnie nocy letniej (2003) i Filona w Balladynie Słowackiego (2004). Wystąpił również w spektaklu Macieja Kowalewskiego Poczekalnia (2003) wystawianym w MM Przebudzenie-Kompania Teatralna w Warszawie.
We wrześniu 2005 zrealizował w Holandii program popularnonaukowy Test Case dla Discovery Channel. Współpracował ze stołecznym Teatrem Komedia, gdzie został obsadzony w roli Bobby’ego w Pół żartem pół sercem Kena Ludwiga (2007) w reż. Marcina Sławińskiego z udziałem Agnieszki Kotulanki. W Teatrze Bajka wystąpił jako Art w sztuce Anny Burzyńskiej Mężczyźni na skraju załamania nerwowego (2008) w reż. Piotra Łazarkiewicza. Również w 2008 uczestniczył w siódmej edycji programu rozrywkowego TVN Taniec z gwiazdami. W Teatrze Kamienica zagrał reżysera w komedii romantycznej Leonarda Gershe’a Motyle są wolne (2009) w reż. Zbigniewa Lesienia. W Krakowskim Teatrze Komedia zagrał młodego w komedii Jana Jakuba Należytego 3 razy łóżko (2013) w reż. Piotra Dąbrowskiego. Za rolę Piotra Roli-Kossaka, który bez przygotowania i kwalifikacji otwiera gabinet psychoanalityka „tylko dla pań” w Krakowie, w komedii Kobiety bez wstydu (2016) otrzymał Węża za najgorszą rolę męską.

## Życie prywatne
W latach 2005–2011 był związany z Andżeliką Piechowiak. 29 września 2012 ożenił się z Dorotą Głowacką, a po ślubie wraz z żoną przyjęli podwójne nazwisko.

## Filmografia
- 1997: Kroniki domowe jako Różyłło
- 1997: Ciemna strona Wenus jako podrywacz
- 1998: Z pianką czy bez jako kolega Radka (odc. 7 i 8)
- 1999–2005: Lokatorzy jako Jacek Przypadek
- 2000: Świat według Kiepskich jako redaktor (odc. 27)
- 2000: Nie ma zmiłuj jako Irek
- 2002–2003: Gorący Temat jako dziennikarz Rafał
- 2006–2007: Pogoda na piątek jako Marcin Brzezina
- 2007: Na Wspólnej jako Przemysław Wiśniewski
- 2007–2008: Pierwsza miłość jako Zbigniew Kręglicki
- 2007: Świat według Kiepskich jako ksiądz Andrzej (odc. 278)
- 2007: Niania jako właściciel kwatery (odc. 80)
- 2007: Na dobre i na złe jako mąż Grażyny (odc. 303)
- 2007: Halo Hans! jako leutnant Kurt Hausman (odc. 2)
- 2008–2012: M jak miłość jako Arkadiusz Nowacki, dyrektor szkoły
- 2008: Kryminalni jako Radek Linder (odc. 90)
- 2008: Agentki jako nadkomisarz Mariusz Mroziński
- 2009: Ojciec Mateusz jako Leszek Mróz (odc. 28)
- 2009, 2013–2016: Blondynka jako Marcin Fus, bratanek Jana
- 2010: Nowa jako fotografik Waldemar Rak vel Kryspin Werde (odc. 12)
- 2010: Milczenie jest złotem jako muzyk Robert, były chłopak Inge
- 2011: Siła wyższa jako Adam
- 2011–2012: Julia jako aktor Piotr Karwański
- 2012: Ranczo jako prowadzący (odc. 69 i 70)
- 2012: Ranczo jako dziennikarz (odc. 75)
- 2012: Ojciec Mateusz jako Paweł Adamiec (odc. 100)
- od 2012: Klan jako Janusz Sokołowski
- 2014: Ojciec Mateusz jako Jan Kurek (odc. 152)
- 2015: O mnie się nie martw jako Zawadzki (odc. 21)
- 2015: Komisarz Alex jako doktor Mengliński (odc. 82)
- 2016: Wesele w Kurnej Chacie jako Pan młody
- 2016: Komisja morderstw jako mecenas Nowak (odc. 7)
- 2016: Kobiety bez wstydu jako Piotr Rola-Kossak
- 2018: Prymas Hlond jako dziennikarz w Rzymie
- od 2018: Leśniczówka jako wydawca Katarzyny
- od 2018: Barwy szczęścia jako Damian Wójcik, ojciec Luizy i Mirka
- 2019 Ojciec Mateusz jako Robert, mąż Magdy (odc. 271)